# Maritza Sayalero
Maritza Sayalero (sinh ngày 19 tháng 2 năm 1961) là một nữ hoàng sắc đẹp. Bà là người phụ nữ Venezuela đầu tiên đoạt danh hiệu Hoa hậu Hoàn vũ vào năm 1979. Bà đã cưới vận động viên tennis người México Raul Ramirez và có ba người con.